# Ptolemej III. Euerget
Ptolemej III. Euerget, (grč. Πτολεμαῖος Εὐεργέτης, Ptolemaĩos Euergétēs), (284. pr. Kr. – 5. veljače 222. pr. Kr.), bio je treći po redu helenistički egipatski kralj iz dinastije Ptolemejevića.

## Životopis
Ptolemej III. Eeurget je bio najstariji sin kralja Ptolemeja II. i njegove prve supruge Arsinoje I. Na prijestolje je stupio 246. pr. Kr. godine, nakon očeve smrti koja je pokrenula niz dramatičnih događaja u susjednom i suparničkom Seleukidskom Carstvu. Seleukidski vladar Antioh II. Teos je u novonostaloj situaciji, odlučio napustiti svoju suprugu Bereniku, inače Euergetovu sestru, kako bi se vratio svojoj prvoj supruzi Laodiki. Ubrzo nakon toga Antioh je umro, a Laodika je sebe proglasila regenticom, svog sina Seleuka kraljem te dala likvidirati Bereniku i njenu djecu. Ptolemej je zbog toga pokrenuo rat protiv Seleukida. U njemu je imao prilično uspjeha, osvojivši najveći dio Sirije, Seleukiju i Antiohiju, prodrijevši do Babilona i Suse, a po nekim izvorima čak i do granica s Baktrijom i Indijom. Međutim, nešto kasnije bio je prisiljen Seleuku II. prepustiti najveći dio osvojenih teritorija, te se poslije toga posvetio unutrašnjim reformama Egipta, nastojeći očuvati prosperitet i druge tekovine vladavine svog djeda i oca.
Ptolemej je tada počeo ulagati velike napore kako bi približio kulture svojih podanika, odnosno spojio staroegipatsku tradiciju s dostignućima grčke civilizacije. Između ostalog je promicao sinkretistički kult grčko-egipatskog boga Serapisa, te podigao prvi Serapeum u Aleksandriji. Iz doba njegove vladavine potiče pokušaj reforme egipatskog kalendara, zabilježen na Kanopusovom ukazu, ispisanom na nekoliko jezika, a koji je kasnije poslužio za dešifriranje egipatskih hijeroglifa.
Godine 244./243. pr. Kr. Euerget se oženio za bivšu kirensku kraljicu Bereniku, koja mu je rodila četvoro djece: Arsinoju, Ptolemeja, Magasa i Bereniku. 
Nakon smrti ga je naslijedio sin Ptolemej IV.